# Lîpoveț, Pereciîn
Lîpoveț (în ucraineană Липовець) este un sat în comuna Turîcikî din raionul Pereciîn, regiunea Transcarpatia, Ucraina.

## Demografie
Componența lingvistică a localității Lîpoveț
     Ucraineană (100%)
Conform recensământului din 2001, toată populația localității Lîpoveț era vorbitoare de ucraineană (100%).